# Iszpuini
Iszpuini, także Ušpina, Iszpueni (II połowa IX wieku p.n.e.) – król urartyjski w latach około 828–810 p.n.e., syn Sarduri I. Zasłynął przede wszystkim jako król budowniczy i organizator licznych wypraw wojennych, które znacznie rozszerzyły terytorialny zasięg Urartu.

## Okres panowania
Iszpuini rządził w Urartu pomiędzy rokiem 830 p.n.e. a 804 p.n.e. Polska historyk starożytności i autorka syntezy na temat starożytnego Bliskiego Wschodu, Julia Zabłocka, podaje daty 824–806 p.n.e. Urartolog Boris Piotrowski datuje jego panowanie na lata 825–812 p.n.e., inny badacz Urartu, Nikołaj Arutiunian, podaje, że Iszpuini panował pomiędzy 830 a 810 rokiem p.n.e., około 810 roku p.n.e. po raz ostatni jego imię pojawia się w inskrypcjach królewskich.
Iszpuini objął tron Urartu po swoim ojcu Sarduri I. Jego imię występuje w asyryjskich źródłach w formie Ušpina, a dokładny początek i koniec jego panowania są nieznane. Wiadomo, że jego ojciec panował jeszcze w 833 roku p.n.e., więc Iszpuini musiał objąć tron po tej dacie. Z urartyjskich źródeł wynika, że Iszpuini został królem już w podeszłym wieku, bowiem w jednej ze swoich inskrypcji prosi boga Chaldi o życie i chwałę dla siebie, swojego syna Menui oraz wnuka. W okresie 830–810 p.n.e. nie ma żadnych zwycięskich inskrypcji sporządzonych tylko w imieniu Iszpuini – wszystkie napisane w kontekście wojennych wypraw wymieniają zarówno jego, jak i Menuę. Również w najważniejszych napisach budowlanych i kultowych imię Menui pojawia się obok imienia Iszpuini, co wskazuje, że ostatni mógł objąć tron w zaawansowanym wieku, mając już dorosłego syna zdolnego do współrządzenia.

## Wyprawy wojenne

Urartu w drugiej połowie IX wieku p.n.e.

Zapoczątkowana przez Sarduriego I reforma wojskowa przyczyniła się do wzrostu w Azji Przedniej militarnej i politycznej potęgi Urartu czasów Ispieniego, które organizowało zwycięskie pochody wojenne i powiększało swoje granice. Największym sukcesem militarnym Ispiniego było przyłączenie buforowego państewka Asyrii ze stolicą w Musasirze, będącym ośrodkiem kultu bóstwa Chaldiego i centrum, kontrolującym wydobycie żelaza. Zgodnie z urartyjskimi źródłami pisanymi, żeby utrzymać tereny między Wanem a Urmią, Ispini musiał odpierać notoryczne najazdy plemion koczowniczych, napierających znad Araksa.

## Reforma religijna
Przejęcie kontroli w Musasirze wymagało przeprowadzenia w Urartu reformy religijnej, która sprzyjała umocnieniu władzy centralnej i zapoczątkowała rozkwit państwa. Czczony w Musasirze Chaldi został wyznaczony na bóstwo naczelne panteonu urartyjskiego. Na drugim miejscu znaleźli się bóg słońca Sziwini oraz bóstwo burzy i wojny Tejszeba. Od tego momentu w urartyjskich źródłach pisanych przy imieniu króla posługiwano się formułą „mocą boga Chaldiego” (analogiczny zwrot występował w źródłach asyryjskich – „mocą boga Aszura”). Dla przykładu, inskrypcja na pozostałościach kolumny znad jeziora Wan głosi:
„Ispini, syn Sarduriego, twierdzę [...] zbudował. Mocą boga Chaldiego Ispini, syn Sarduriego, ów dom zbudował; nic tak okazałego nie było wzniesione”.